# Bahadur Shumsher Jang Bahadur Rana
Bahadur Shumsher Jang Bahadur Rana GBE, GCSI, GOLH (* 1892; † unbekannt) war ein nepalesischer Diplomat.

## Werdegang
Er war 1946 der älteste überlebende Sohn von Juddha Shumsher Jang Bahadur Rana. Er wuchs in der Familie von Chandra Shamsher Jang Bahadur Rana auf. Er war Oberst ehrenhalber der Britisch-Indischen Armee.
1928 führte er das nepalesische Gurkha-Kontingent zur Sicherung von Britisch-Indien als General Officer Commanding. 1929 war er Generaldirektor der Öffentlichen Unterweisung in Nepal. Von 1934 bis 1935 war er der erste nepalesische Gesandte Ambassador to the Court of St James’s. Als formalen Anlass für diese Mission nahm er Georg V. (Vereinigtes Königreich) 1934 in den Order of Ojaswi Rajanya auf.

Als Reuters berichtet, er hätte mit Viktor Emanuel III. zu mittaggegessen, konnte folgende Gegendarstellung durchgesetzt werden:

„The members of the mission preserved their religious custom of refraining from taking meals with persons outside their community and the King of Italy and the Italian Government, who were well aware of this customs, refrained from extending any invitation to luncheon of any other meals.
(Die Mitglieder der Mission behielten ihre religiöse Sitte bei, dass sie keine Mahlzeiten mit Personen außerhalb ihrer Gemeinschaft einnehmen wollten, und der König von Italien und die italienische Regierung, die sich dieser Sitten bewusst waren, verzichteten darauf, die Einladung zu anderen Mahlzeiten auszudehnen.“

Die Ziele der Mission waren das Aushandeln einer Verlängerung eines Auslieferungsabkommen, um britische Ingenieure in Nepal zu beschäftigen und die Erlaubnis zu erhalten, direkt mit dem Verwaltungsrat der Britischen Ostindien-Kompanie und Georg V. (Vereinigtes Königreich) zu korrespondieren, ohne vorher Rücksprache mit Freeman Freeman-Thomas, 1. Marquess of Willingdon dem Generalgouverneur und Vizekönig von Indien zu halten. Die Ziele wurden nicht erreicht.
1946 war er nepalesischer Militärattaché in Neu-Delhi in Britisch-Indien. Im Nepal nach der Regentschaft der Shumsher Jang Bahadur Rana trat er nicht mehr in Erscheinung.

## Dekoration erster Klasse
1. Order of the Star of Nepal
2. Order of Tri Shakti Patta
3. Order of Gorkha Dakshina Bahu